# Fast Auroral Snapshot Explorer
Fast Auroral Snapshot Explorer ou FAST ou Explorer 70 est un petit satellite scientifique du Programme Small Explorer de la NASA lancé en 1996 pour étudier les aurores polaires. Placé sur une orbite elliptique haute lui permettant de traverser à chaque orbite les régions de l'espace où se forment les aurores, il a collecté avec ses instruments de nombreuses données sur les champs magnétiques et électriques, les ondes de plasma, les électrons et ions chargés d'énergie, la répartition de la masse des ions, la densité et la température du plasma thermique. Les opérations scientifiques se sont achevées en 1999.

## Contexte
FAST est la deuxième mission du Programme Small Explorer de la NASA. Ce programme rassemble des missions spatiales scientifiques dont le cout, y compris le lancement et la gestion opérationnelle, est plafonné à 120 millions $.

## Objectifs
Les aurores polaires sont des phénomènes qui apparaissent aux latitudes hautes. Elles sont le produit de l'activité magnétique du Soleil qui subit des variations d'intensité selon un cycle de 11 ans. Le champ magnétique terrestre est affecté par le vent solaire créé par cette activité qui est à l'origine des aurores polaires. Les aurores visibles sont produites par des électrons accélérés qui viennent se heurter aux molécules et atomes de la haute atmosphère à des altitudes comprises entre 100  et   200 km provoquant l'excitation des gaz. L'accélération des électrons est toutefois déclenchée à des altitudes bien plus hautes, entre 2 000  et   10 000 km. La mission de FAST est d'apporter des informations sur les processus en jeu et en particulier :
- déterminer comment les électrons et les ions à l'origine des aurores polaires sont accélérés dans l'espace
- vérifier que des champs électriques parallèles sont bien à l'origine de cette accélération et déterminer quels sont les processus qui permettent à ces champs de s'établir même brièvement
- déterminer quels mécanismes réchauffent et accélèrent de manière efficace les ions de l'ionosphère (qui ensuite migrent vers la magnétosphère) et comment ces mécanismes fonctionnent
- Déterminer comment les ondes radios et les autres émissions sont créées durant le processus d'accélération
- Comment et dans quelle proportion les processus d'accélération auroraux sont liés à des sources d'énergie à grande échelle de la magnétosphère terrestre.

## Caractéristiques techniques
Le satellite FAST a une structure en aluminium comprenant une seule étagère sur laquelle sont rassemblés les instruments scientifiques et les principaux équipements électroniques. Ce choix permet de limiter le moment d'inertie et de mettre en œuvre les très longues antennes utilisées. Deux antennes du magnétomètre s'étendent de part et d'autre du satellite dans l'axe de rotation. Deux autres antennes axiales et quatre antennes radiales sont déployées après le lancement. Une coque cylindrique dont la taille est fixée par la surface de cellules solaires nécessaire pour produire l'énergie dont a besoin le satellite encapsule l'étagère mais également un grand espace vide du fait de l'optimisation du moment d'inertie. L'énergie est fournie par les 8 225 cellules solaires qui recouvrent la surface du satellite représentant une surface de 2,58 m2. L'énergie produite est comprise entre 60  et   130 watts. Le satellite est spinné à 12 tours par minute.

## Instrumentation scientifique
FAST embarque quatre instruments scientifiques :
- ESA (Electrostatic Analyzers) mesure la fonction de distribution des ions et des électrons.
- TEAMS (Time-of-flight Energy Angle Mass Spectrograph) est un spectrographe mesure la répartition tridimensionnelle des principaux types d'ions.
- Un magnétomètre mesurer les caractéristiques du champ magnétique terrestre
- Une sonde de Langmuir permettant d'obtenir des informations sur le champ électrique ainsi que la température et la densité du plasma.

## Déroulement de la mission
La date de lancement est choisie pour optimiser les observations en hiver de l'hémisphère nord et de manière à se synchroniser avec des campagnes d'observation depuis le sol et par le satellite Polar. FAST est lancé le 21 aout 1996 par une fusée
Pegasus sur une orbite haute elliptique de 350 × 4 175 km que le satellite parcourt en 133 minutes. L'apogée retenue permet à FAST de traverser  la région qui s'étend entre 2 000  et   10 000 km où les particules qui sont à l'origine des aurores sont accélérées. Les données recueillies sont stockées sur une mémoire de masse à semi-conducteurs puis transmises au sol lorsque le satellite est à portée de la station au sol avec un débit de 0,8  à   2,25  mégabits par seconde. Le volume de données produit en une journée oscille entre 1 gigaoctet et 5 gigaoctets durant les campagnes. Durant ces dernières les relevés du satellite sont effectués de manière coordonnée avec des observations effectuées depuis le sol, d'autres satellites ou des avions. La gestion des opérations techniques et scientifiques du satellite est réalisée depuis un centre dédié installé sur le campus de l'Université de Californie à Berkeley.

## Résultats scientifiques
La mission a été une réussite scientifique. Elle a permis notamment de confirmer que les champs électriques créées par la rencontre du vent solaire et de l'ionosphère sont à l'origine de l'accélération des électrons issus de la magnétosphère et donc des aurores solaires. En parallèle des ions issus de l'ionosphère sont également accélérés et expulsés vers le haut.